# Slaská
Slaská es un municipio del distrito de Žiar nad Hronom en la región de Banská Bystrica, Eslovaquia, con una población estimada a final del año 2024 de 549 habitantes.
Se encuentra ubicado al noroeste de la región, en el valle del río Hron —un afluente izquierdo del Danubio— y cerca de la frontera con las regiones de Nitra y Trenčín.

## Demografía
| Año        | 1994 | 2004    | 2014    | 2024     |
| ---------- | ---- | ------- | ------- | -------- |
| Población  | 464  | 460     | 467     | 549      |
| Diferencia |      | −0,86 % | +1,52 % | +17,55 % |

| Año        | 2023 | 2024    |
| ---------- | ---- | ------- |
| Población  | 550  | 549     |
| Diferencia |      | −0,18 % |